# Maria Chiappelli
Maria Chiappelli, de soltera von Zdekauer (Macerata, 24 de enero de 1902-Lido di Camaiore, 9 de julio de 1961) fue una escritora italiana.
Nacida en una familia noble, su padre, Ludovico von Zdekauer, se había trasladado a Italia desde Praga llevado por su pasión por la cultura italiana. Así Maria Chiappelli tuvo ocasión de frecuentar los círculos literarios italianos desde muy temprana edad.
A los dieciocho años se casó con Francesco Chiappelli, noble italiano, y pasó a residir en Florencia.
Pocos años después comenzó su obra literaria. En el campo del teatro su obra se limitó a una comedia: Giri d’acqua. Su actividad principal fue en el ámbito del relato corto. Entre sus libros figuran La stella caduta (1937) y L’oca minore (1941).
En opinión de Pietro Pancrazi, el sentimiento que domina su obra es el amor materno, que expresa de una forma singular.